# È l'allenamento primaverile, Charlie Brown
È l'allenamento primaverile, Charlie Brown (It's Spring Training, Charlie Brown) è uno speciale televisivo d'animazione del 1992 diretto da Sam Jaimes. È il trentasettesimo speciale basato sui Peanuts di Charles M. Schulz. 
Il film fu prodotto nel 1992, ma la sua trasmissione venne cancellata da CBS, lasciandolo inedito fino alla sua uscita in videocassetta il 9 gennaio 1996 da parte di Paramount Home Entertainment. La prima trasmissione statunitense è avvenuta il 23 febbraio 1998 su Nickelodeon.

## Trama
Per ottenere delle divise nuove, la squadra di baseball di Charlie Brown deve vincere la prima partita della stagione.

## Distribuzione

### Edizione italiana
In Italia lo speciale è stato trasmesso da Junior TV, come episodio della serie The Charlie Brown and Snoopy Show. Nel 2023 è stato ridoppiato per la distribuzione in streaming su Apple TV+  come parte della serie I classici Peanuts.

### Doppiaggio
| Personaggio       | Doppiatore originale | Doppiatore italiano (anni 90) | Doppiatore italiano (2023) |
| ----------------- | -------------------- | ----------------------------- | -------------------------- |
| Charlie Brown     | Justin Shenkarow     | Martino Consoli               | Arturo Sorino              |
| Snoopy            | Bill Melendez        | Bill Melendez                 | Bill Melendez              |
| Woodstock         | Bill Melendez        | Bill Melendez                 | Bill Melendez              |
| Linus Van Pelt    | John Christian Graas | Renata Bertolas               | Leonardo Cococcia          |
| Lucy Van Pelt     | Marnette Patterson   | Renata Bertolas               | Sara Labidi                |
| Franklin          | Jessica Nwafor       | Giuseppe Calvetti             | Valeriano Corini           |
| Schroeder         | Travis Boles         | Guido Bettali                 | Vittorio Thermes           |
| Leland            | Gregory Grudt        |                               |                            |
| Giocatrice        | Elisabeth Moss       |                               |                            |
| Avversario        | Michael J. Sandler   |                               |                            |
| Sorella di Leland | Noley Thornton       |                               |                            |

### Edizioni home video
In Italia, il film è stato distribuito con il primo doppiaggio in VHS e DVD da Hobby & Work.